# Posto de fronteira

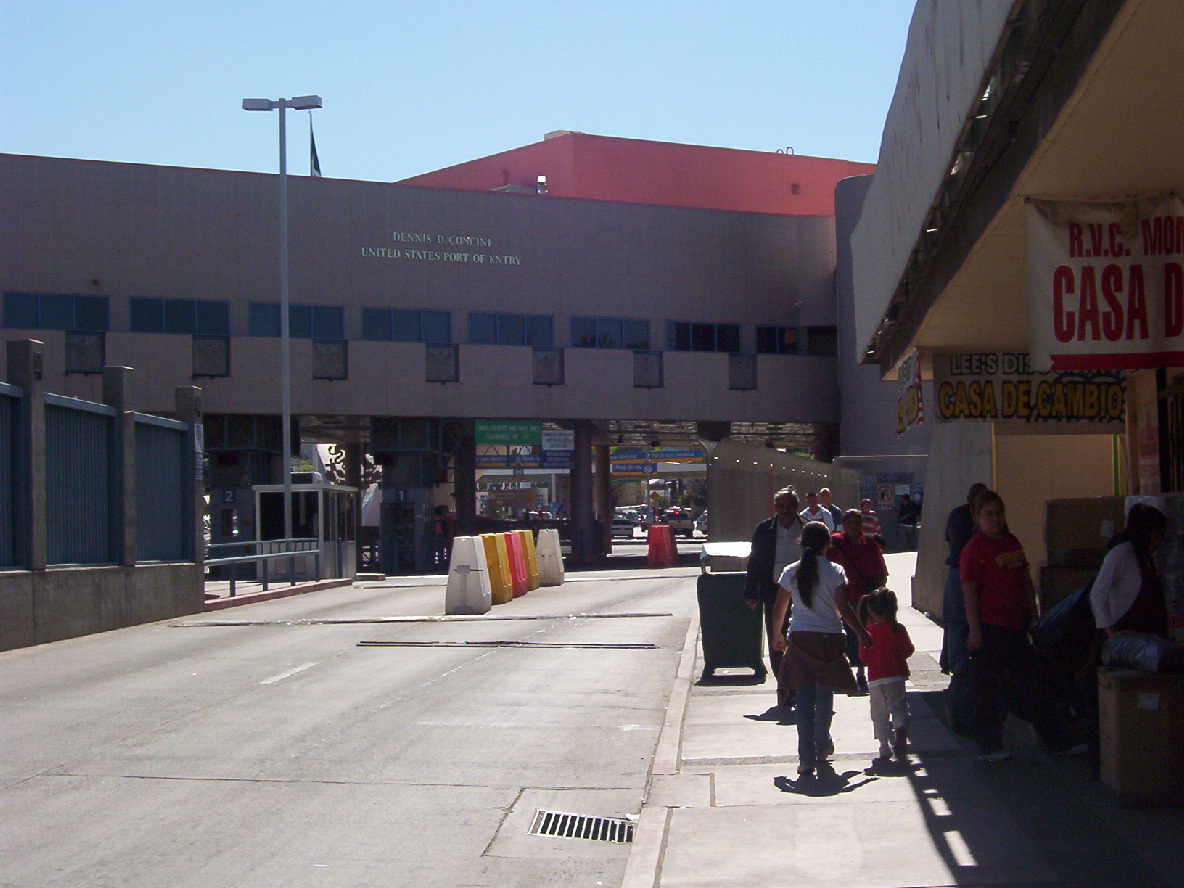
Posto de fronteira com o México em Arizona, AZ, Estados Unidos.

Um posto de fronteira ou posto fronteiriço é um local - geralmente situado numa fronteira internacional ou ocasionalmente numa fronteira interna - onde viajantes e bens são inspecionados, frequentemente sob exigência de autorização para o cruzamento. Em geral, postos de fronteira têm as seguintes funções:
- impedir a entrada de pessoas indesejáveis (e.g. criminosos), ou simplesmente não autorizadas;
- impedir a entrada de bens ilegais, restritos ou não tarifados.

Estes postos geralmente são administrados por funcionários uniformizados (polícia de fronteira ou guardas de alfândega), e podem ser contrastados com serviços de imigração em aeroportos internacionais e portos. Em alguns países (e.g. China e Japão) há postos tanto para a saída do país quanto para a entrada, enquanto em outros (e.g. EUA e Canadá), há apenas para a entrada.

## Definições para a União Europeia

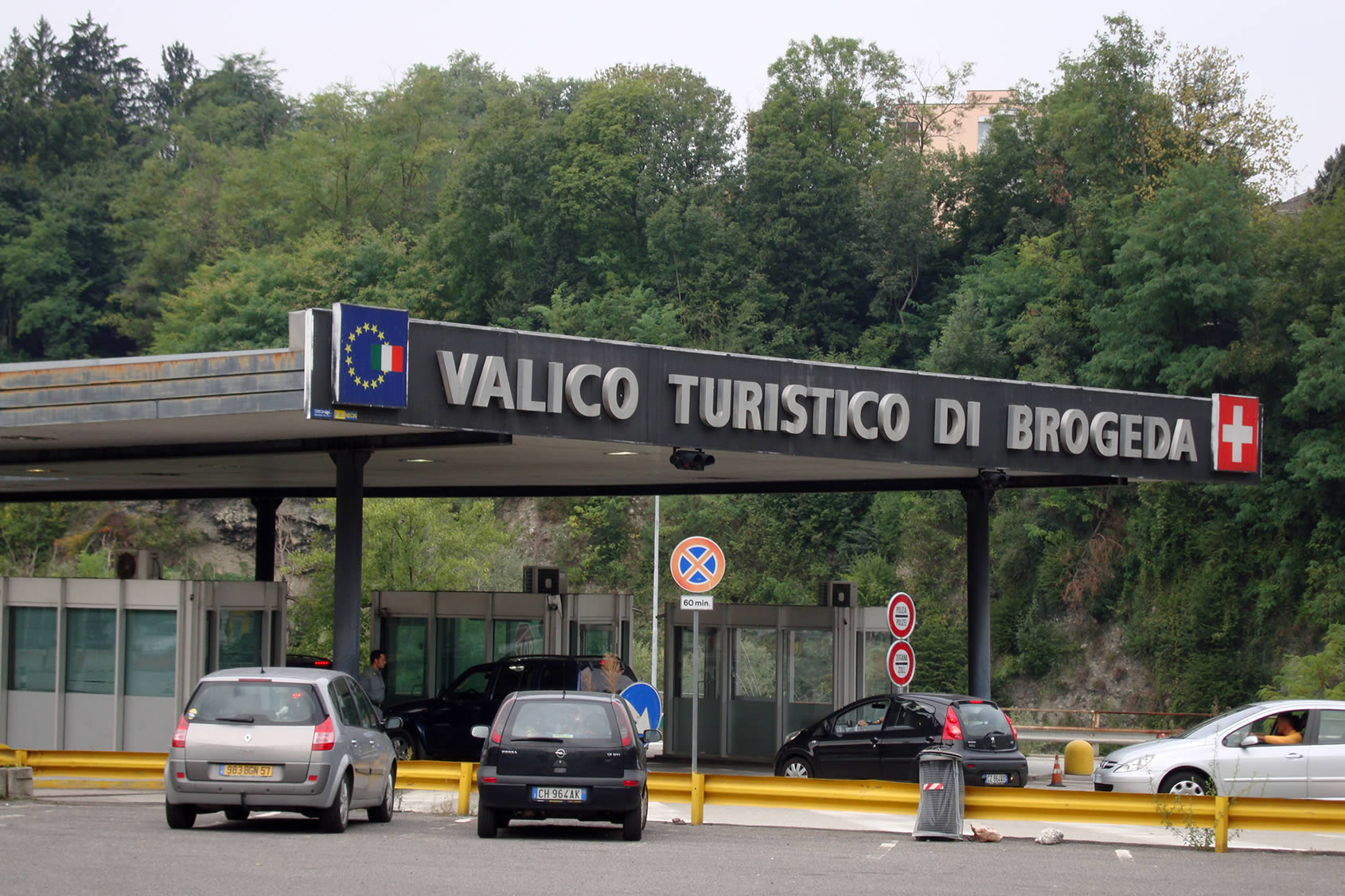
Posto de fronteira entre Itália e Suíça - desde que a Suíça se uniu ao Acordo de Schengen em 2009, este posto serve apenas a formalidades.

O Código de Fronteiras de Schengen, que forma parte da legislação da União Europeia, define alguns termos como se segue:
- Ponto de passagem de fronteira: qualquer ponto de passagem autorizado pelas autoridades competentes para a passagem das fronteiras externas;
- Controle fronteiriço: atividade exercida numa fronteira unicamente com base na intenção ou no ato de passar essa fronteira, independentemente de qualquer outro motivo, e que consiste nos controles de fronteira e a vigilância de fronteiras;
- Controles de fronteira: controles efetuados nos pontos de passagem de fronteira, a fim de assegurar que as pessoas, incluindo os seus meios de transporte e objetos na sua posse, podem ser autorizadas a entrar no território dos Estados-Membros do Acordo de Schengen ou autorizadas a abandoná-lo;
- Vigilância de fronteira: vigilância entre os pontos de passagem de fronteira e dos pontos de passagem de fronteira fora dos horários de abertura fixados, de modo a impedir as pessoas de iludirem os controles de fronteira;
- Controle de segunda linha: controle suplementar que pode ser efetuado num local específico, fora do local onde todas as pessoas são controladas (primeira linha);
- Guarda de fronteira: qualquer agente público afetado, nos termos do direito nacional, quer a um ponto de passagem de fronteira quer ao longo da fronteira ou proximidade imediata desta última, e que execute missões legais de controle fronteiriço;